# Њемен
Њемен (лат. Nemunas) је најдужа и водом најбогатија ријека Литваније с просјечним протоком од 678 m³/s (у Бјелорусији 214 m³/s). Извире у Бјелорусији на Минском побрђу — 45 km јужно од Минска, а у Балтичко море се улијева у Курском заливу. Тече кроз Бјелорусију, Русију и Литванију. Мањим дијелом тока чини природну границу између Литваније и Бјелорусије, а у доњем дијелу свог тока је природна граница између Литваније и Калињинградске области Руске Федерације. На територију Литваније улази послије бјелоруског града Гродна, док низводно од Каунас почиње правити меандре.
На дио Њемена који тече кроз Бјелорусију отпада 459 km, кроз Литванију отпада 359 km њеног тока, док је на преосталих 116 km тока Њемен гранична ријека. Својим током тече кроз Њеменску, Стредолитовску и Приморску низију.
Дубина ријеке варира. У горњем току износи 1 m, док је највећа дубина ријеке од 5 m измјерена у доњем току. На ушћу, гдје форимра делту, је широка 500 m. Њеман је спора ријека — тече брзином од 1—2 m/s. Површина ријечног слива ријеке Њемен износи 98.200 km² од чега на Литванију отпада 46.600 km². Слив ријеке Њемен покрива 72 % литванске територије. Формирана је у квартару прије 25.000—22.000 година. У Њемен се улијева око 180 притока (15 притока је дуље од 100 km) — најважније су Нерис, Шчара и Шешупе.
Ријека Њемен је Огинским каналом спојена са Дњепром, а Августовским каналом са Вислом. Дуж ријеке се налазе сљедећи градови — Гродно, Друскининкаи, Алитус, Бирштонас, Каунас, Јурбаркас и Совјетск.